# Mimi Keene
Mimi Keene, född som Mimi Roshan Saeed den 5 augusti 1998 i Hertfordshire, är en brittisk skådespelare.
Kenne har bland annat medverkat i TV-serierna Eastenders 2013–2015 och Sex Education 2019–2021, hon har även medverkat i filmen Tolkien år 2019.

## Filmografi (i urval)
- 2013–2015: Eastenders
- 2019–2023: Sex Education
- 2019: Tolkien
- 2023: After Everything